# Sunnyside, Washington
Sunnyside är en ort i Yakima County i delstaten Washington. Vid 2010 års folkräkning hade Sunnyside 15 858 invånare.